# Eva Stort

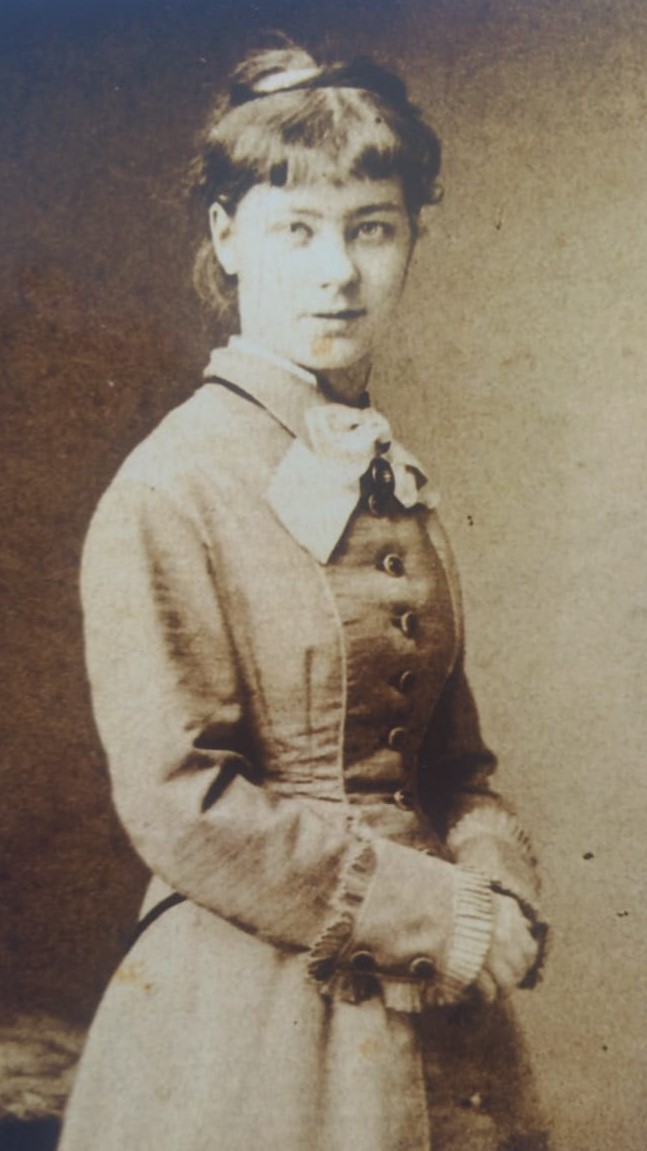
Eva Stort

Eva Stort (* 1. Februar 1855 in Berlin; † 31. Januar 1936 ebenda) war eine deutsche Landschaftsmalerin und Grafikerin.

## Leben
Eva Stort studierte an der Kunstschule und der Unterrichtsanstalt des Königlichen Kunstgewerbemuseums Berlin bei Jakob. Sie war Schülerin von Karl Stauffer-Bern und Max Liebermann, und unter anderem Vorsitzende des Frauenkunstverbandes und Mitglied des Reichsverbandes Bildender Künstler Deutschlands. Eva Stort war Mitglied des Deutschen Künstlerbundes. Außerdem war sie von 1884 bis 1930 Mitglied im Verein der Berliner Künstlerinnen.
Sie beschickte die Großen Berliner Kunst-Ausstellungen und die Sezessionsausstellungen. Eva Stort war tätig in Berlin und zeitweise in Ahrenshoop. Hier war sie um 1882 eine der ersten Malerinnen. Sie war auch als Lehrerin tätig, so war die Malerin Charlotte Berend-Corinth um 1900 eine ihrer Schülerinnen.

## Werke (Auswahl)
Auf den Großen Berliner Kunstausstellungen war sie u. a. mit den folgenden Werken vertreten:
- 1894: Am Bergabhang und Motiv aus der Mark
- 1895: Eiche und Im Spreewald
- 1897: Motiv aus Mecklenburg und Abendsonne
- 1914: An der Ostsee

## Galerie

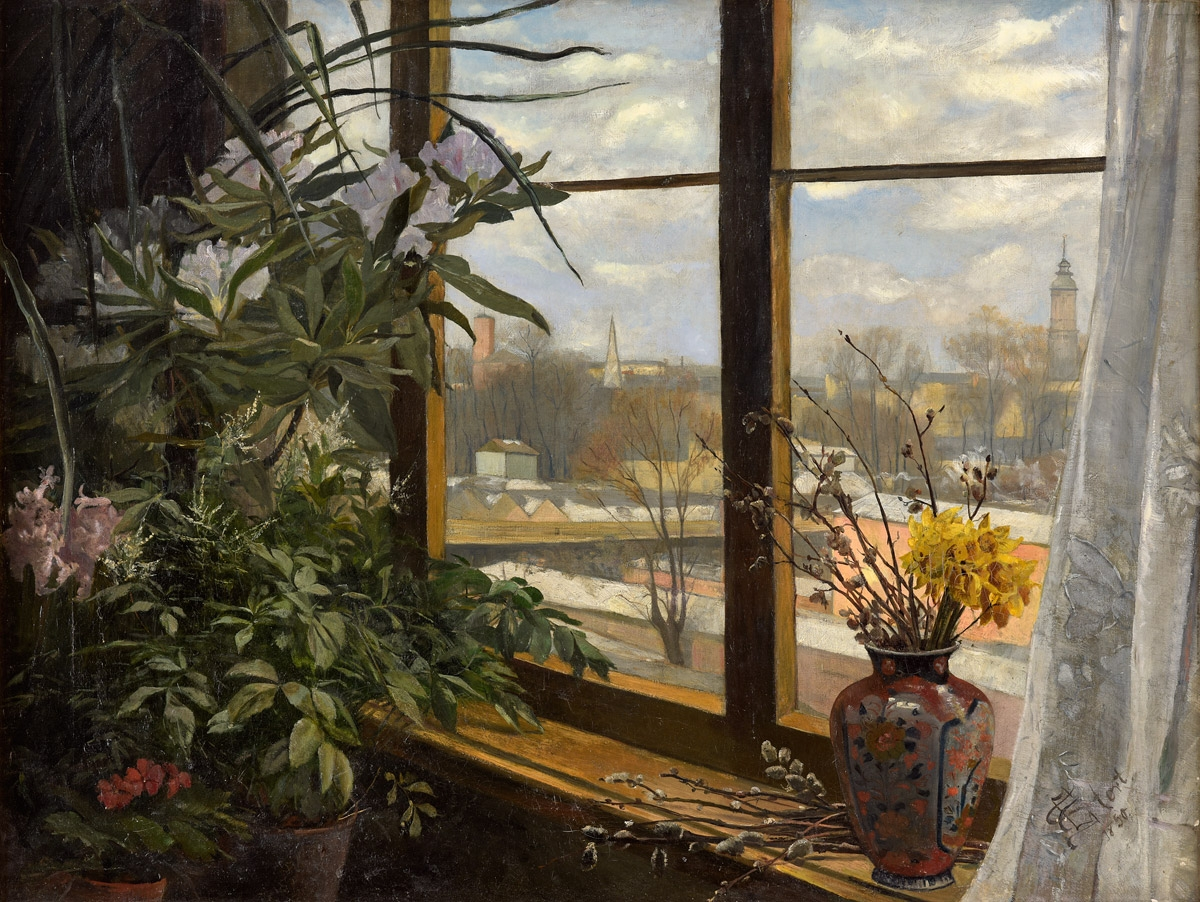
Blick aus dem Fenster (Schöneberg), 1890
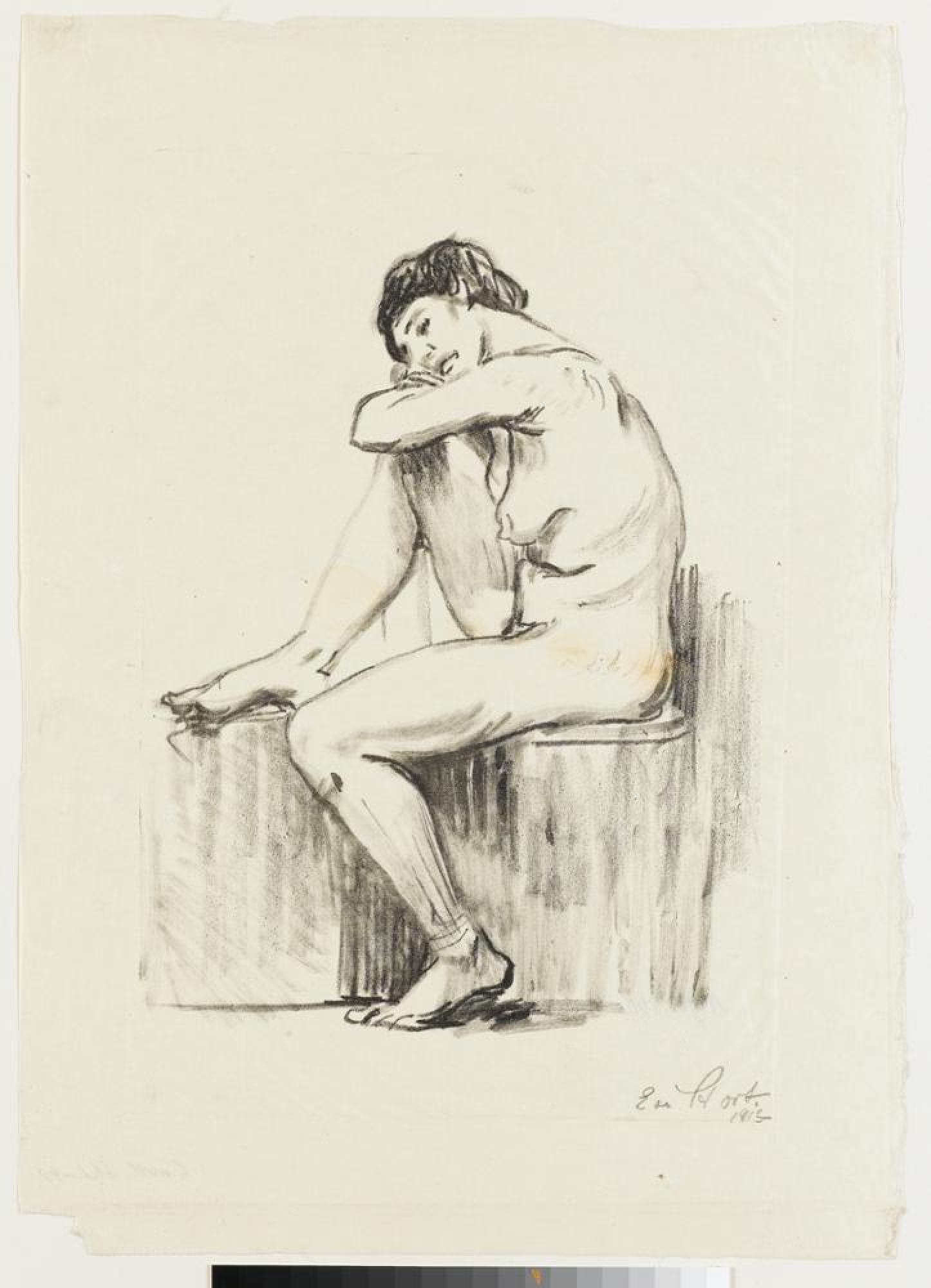
Weibliche Aktstudie, 1913
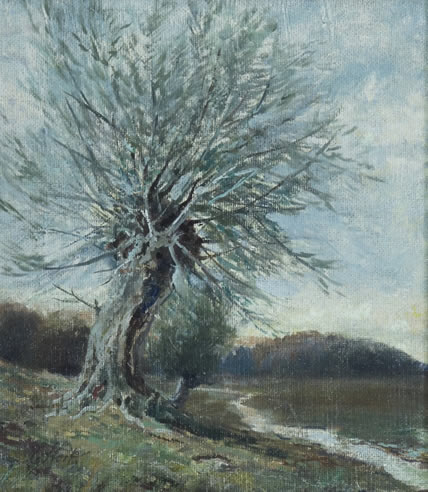
Darßlandschaft mit Kopfweiden
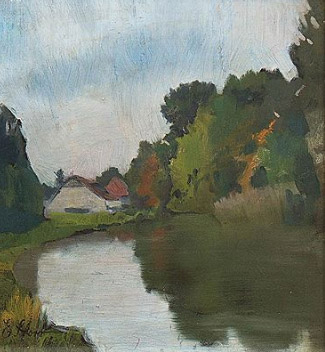
Haus am Badden